# سنگده (ساری)
سنگده، روستایی است از توابع شهرستان ساری در استان مازندران ایران است.

## جمعیت
این روستا  براساس آخرین سرشماری مرکز آمار ایران که در سال ۱۳۸۵ صورت گرفته، جمعیت آن ۱۵۲۸نفر (۴۲۹خانوار) بوده‌است.

### ویژگی‌های جمعیتی روستای سنگده
بر اساس اطلاعات سرشماری عمومی نفوس و مسکن سال ۱۳۵۵ روستای سنگده دارای ۱۶۶۵ نفر جمعیت در قالب ۳۵۹ خانوار بوده‌است. این رقم در سال ۱۳۶۵ به ۲۳۹۱ نفر در قالب ۴۷۱ خانوار رسیده که نشان دهنده نرخ رشد ۳.۶۹ درصد می‌باشد.
بر اساس آمار سال ۱۳۷۵ جمعیت روستای سنگده ۲۶۲۱ نفر در قالب ۵۶۱ خانوار و نرخ رشد ۰.۹۲ درصد رسیده‌است که کاهش نرخ رشد آن ناشی از کاهش موالید و مهاجرفرستی روستا بوده‌است. از کل جمعیت روستا در سال ۱۳۷۵ تعداد ۱۰۴۰ نفر معادل ۳۹.۶۸ درصد در گروه سنی ۰-۱۴ ساله، ۱۴۵۲  نفر معادل ۵۵.۴۰ درصد در گروه سنی ۱۵-۶۴ساله و ۱۲۹ نفر معادل ۴.۹۲درصد در گروه سنی ۶۵ ساله و بیشتر قرار داشته‌اند.
در سال ۱۳۸۵ جمعیت روستا به ۱۸۱۲ نفر در قالب ۴۸۹ خانوار رسید که بعد خانوار آن ۳.۷۱ نفر و نرخ رشد در فاصله سال‌های ۱۳۷۵-۱۳۸۵ برابر با ۳.۶۲- درصد محاسبه گردیده است.
توزیع سواد روستاییان نشان می‌دهد که از مجموع ۲۲۷۹ نفر جمعیت ۶ ساله و بیشتر در ۱۳۷۵ تعداد ۱۹۵۶ نفر معادل ۸۵.۸۳ درصد باسواد می‌باشد که نسبت به کل جمعیت ۷۴.۶۳ درصد باسواد بوده‌اند.

#### تاریخ و مردم‌شناسی
روستای سنگده دارای قدمت تاریخی است که در زمان قدیم نام آنرا سید محله میگفتند زیرا عموم مردم این روستا سید بودند و از خانواده های قدیمی ان می‌توان به خانواده کاظمی (از نوادگان سید بزرگ روستا اقا سیدکاظم) و موسوی و زمانی و نجات و 
صادقی و مختاری و یوسفی و   تقوی و رضایی و محمدی و میرمحمدی وعلوی و  قلی پور و فرهادی و عالمی  را نام برد. 
از جمله اشخاص سرشناس روستا می‌توان به آیت الله میرزا محسن موسوی زمانی از مراجع تشیع و به شاعر مجموعه اثار چکل (به زبان مازندرانی در مورد زیبایی کوه و جنگل سروده شده) مهندس سید علی کاظمی اشاره کرد .
از دیگر نامداران این روستا می توان به سیدحمزه کاظمی سنگدهی اشاره کرد که از پژوهشگران و شاعران بلندآوازه و از نواده های آقاسیدکاظم عالم ربانی است.منظومه اسپهبد خورشید و کارنامه مازیار از آثار او هستند. 

### سادات هزارجریبی
از سادات هزارجریبی  می‌باشند و تبارشان به سید رضی‌الدین نوهٔ میر عمادالدین می‌رسد. شایان گفتن است در تاریخ، بنافت غربی‌ترین بلوک هزارجریب شمرده می‌شده‌است.

## طبیعت
این روستا در قلب جنگلهای هیرکانی و در زیر رشته کوه های البرز واقع شده است.
بلند ترین قله سنگده قله خِرو نَرو با ارتفاع 3520 است.
این منطقه دارای طبیعت زیبایی است و از جمله مکان های زیبا آن میتوان به ( راشستان( جنگل راش)_ابشار خزه ای اوبن_منطقه حفاظت شده بولا و .....)نام برد.
همچنین از جاذبه های طبیعی آن ،  تلارسربند بود که سابقا از آن جریان رودخانه می گذشت امّا پس از قضایایی ،به اتش کشیده شد
جنگل های هیرکانی دارای گونه های حیوانی و گیاهی بسیاری است .خرس قهوه ای، پلنگ، گرگ، شغال، گراز وحشی، گوزن، بز وحشی(کل)و.... از گونه های حیوانی هستند.

## نگارخانه

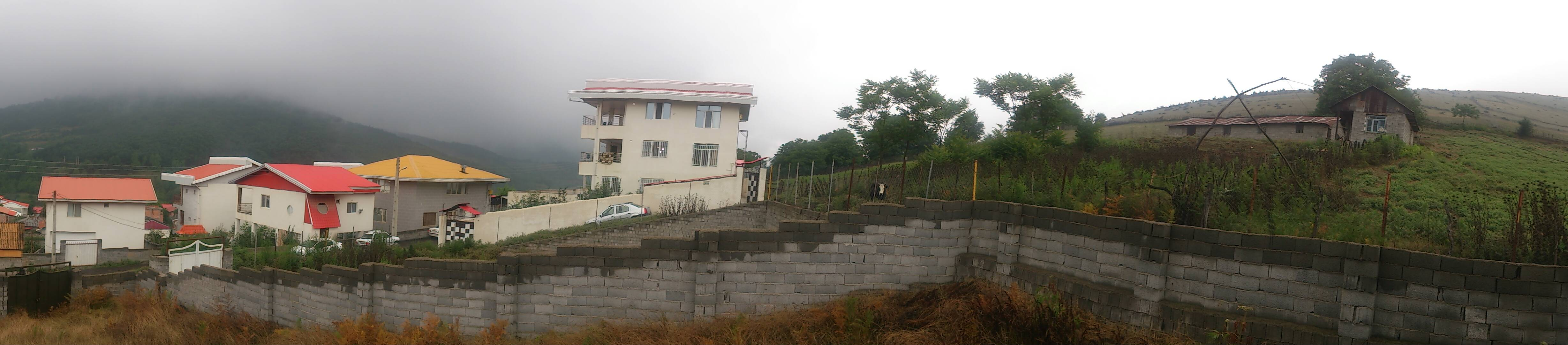
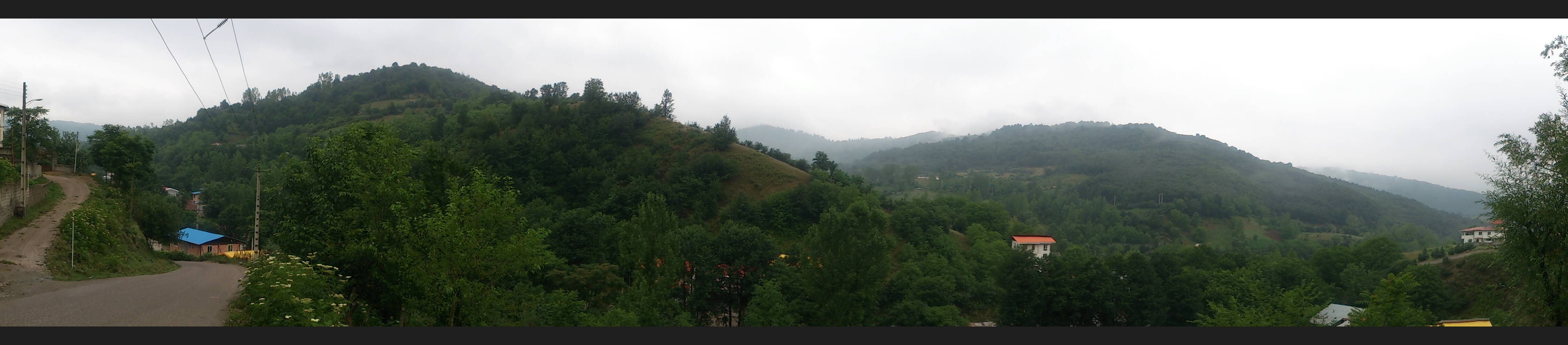
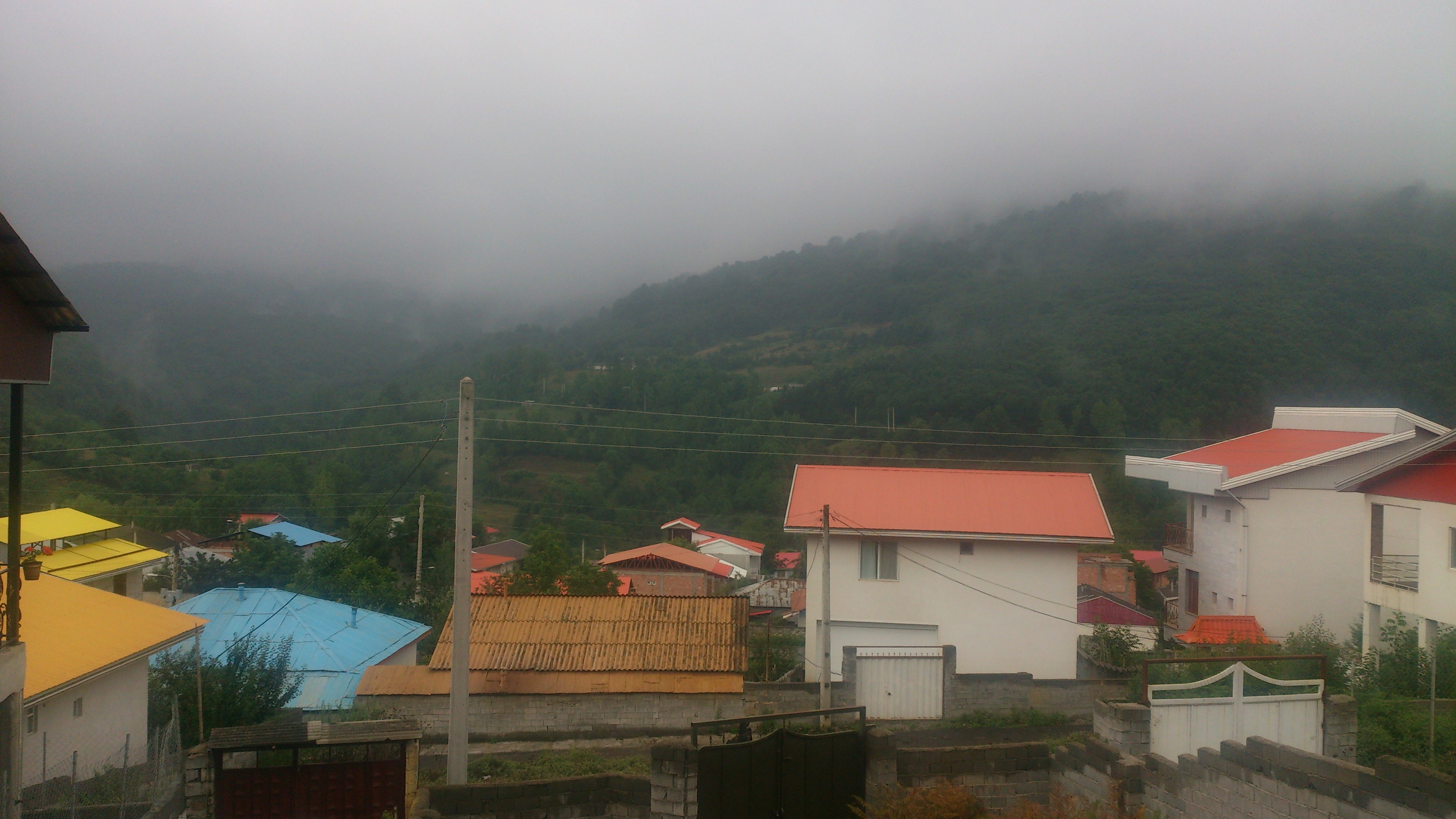
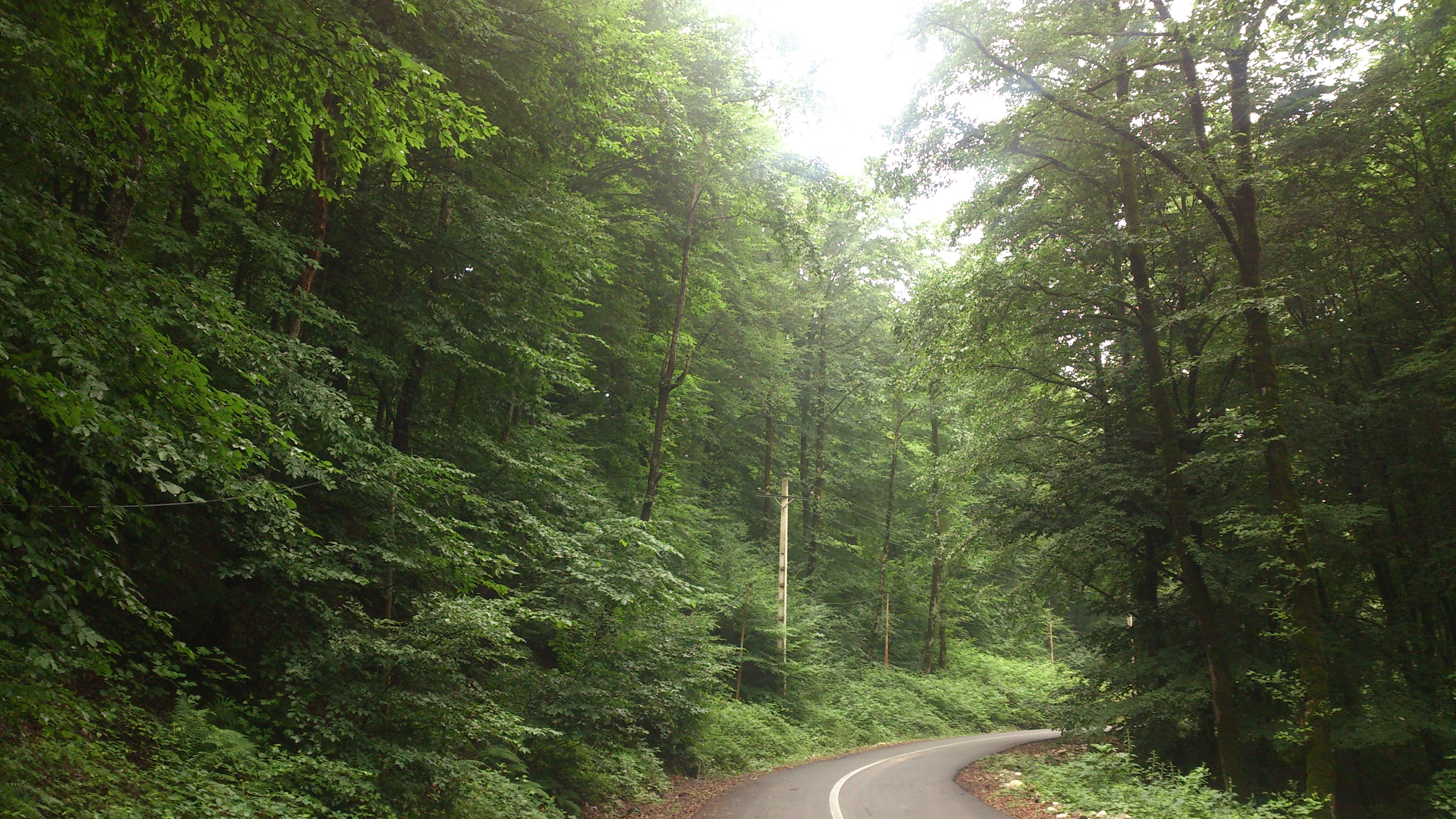
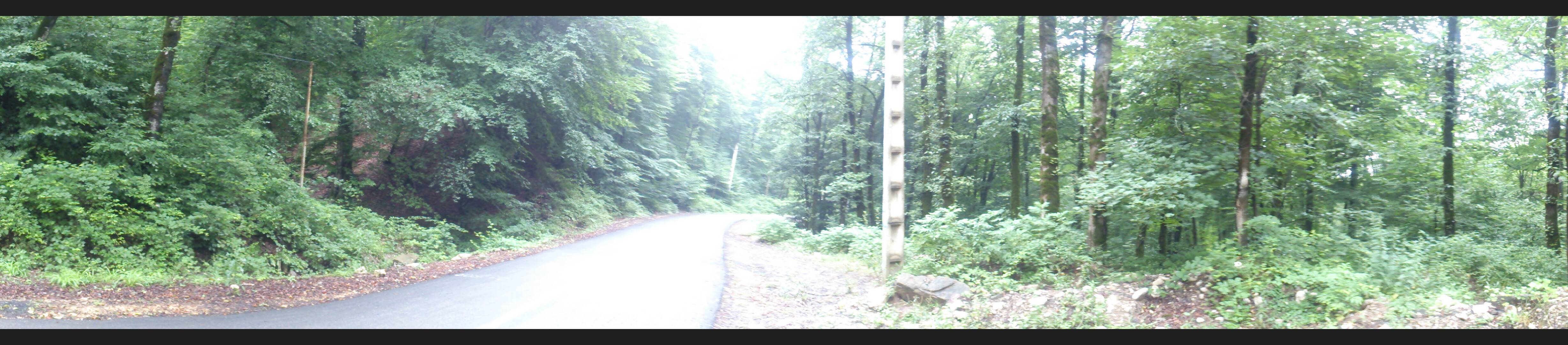
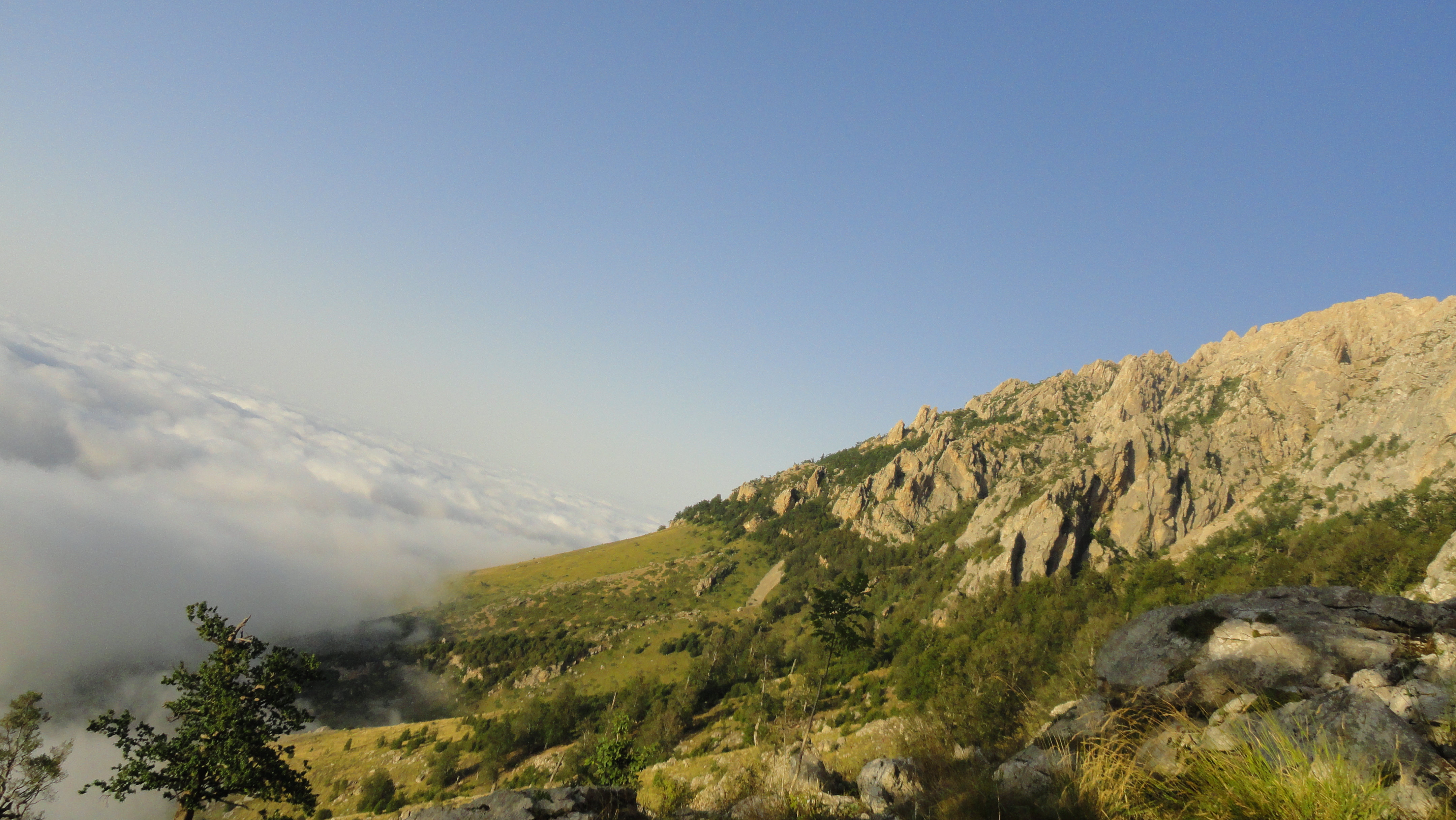
چکل سنگده